# Szyndlowy Żleb

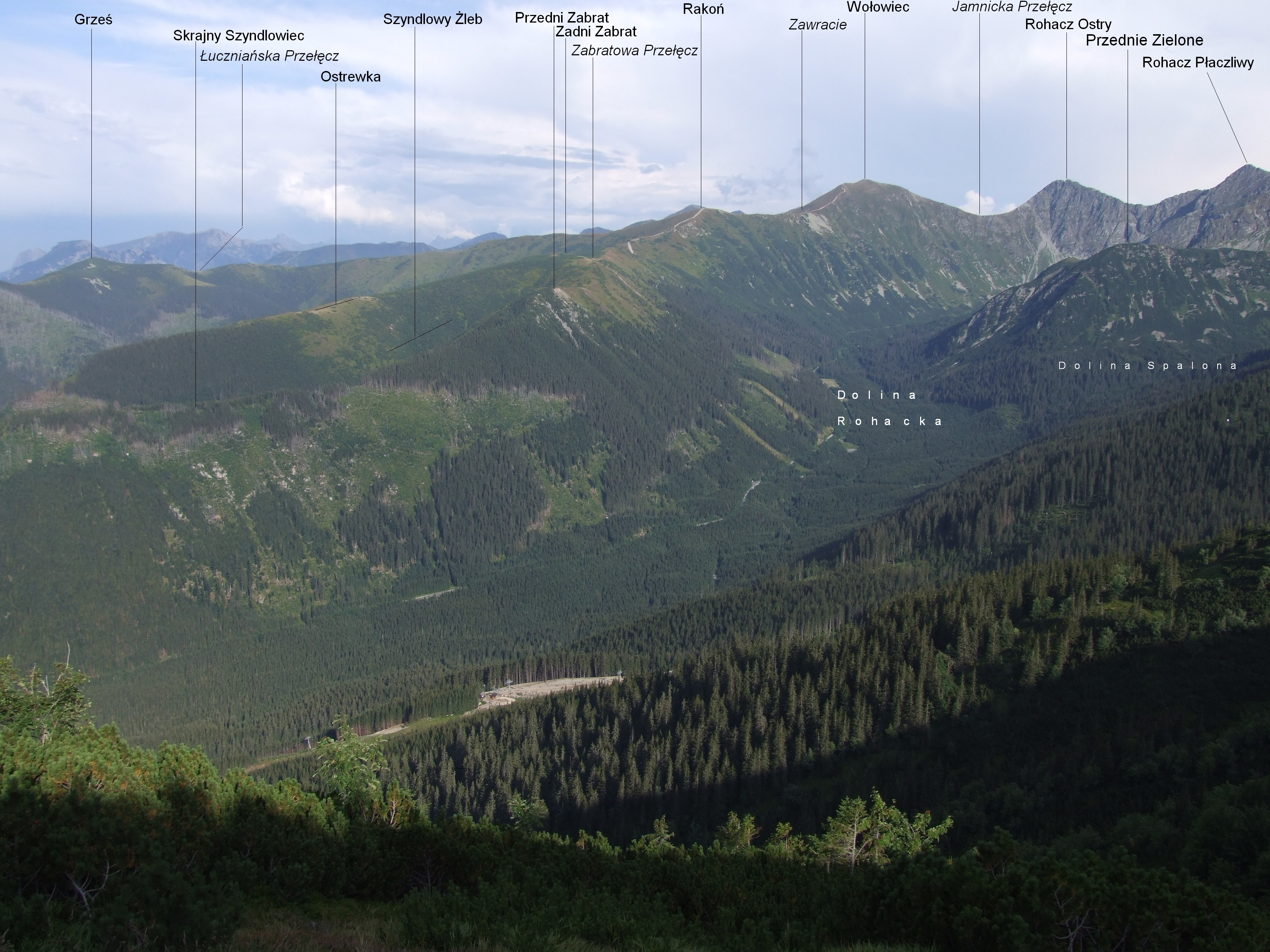
Widok z Brestowej

Szyndlowy Żleb (słow. Šindľov žľab) – boczne, orograficznie lewe odgałęzienie Doliny Łatanej w słowackich Tatrach Zachodnich. Znajduje się pomiędzy bocznym, odchodzącym od Zadniego Zabratu grzbietem Ostrewki, a również bocznym grzbietem Zadniego Szyndlowca. W Szyndlowym Żlebie w okresie zlodowaceń znajdował się boczny lodowiec. Jest to dość wybitna, głęboka kotlina w większości porośnięta górnoreglowym lasem. Znajduje się w nim Szyndlowa Polana, niegdyś wypasana, po włączeniu tego obszaru w 1978 r. do TANAP-u i zaprzestaniu wypasu stopniowo zarastająca. Jego dnem spływa potok uchodzący do Łatanego Potoku.